# Paneeraq Siegstad Munk
Paneeraq Siegstad Munk (født 30. januar 1977 i Attu) er den nuværende biskop i Kirken i Grønland. Hun blev valgt til biskop i 2020 og blev officielt indviet året efter.
Paneeraq Siegstad Munk blev født den 30. januar 1977 i Attu.
Munk tog i 2001 en bachelorgrad i teologi fra Grønlands Universitet (Ilisimatusarfik). Tre år senere blev hun ordineret til præst i Folkekirken. Som præst betjente hun byerne Ittoqqortoormiit og Aasiaat, og hun var også formand for den grønlandske præsteforening. I 2017 afsluttede hun sin kandidatgrad i teologi ved Københavns Universitet og blev provst i Kujataa.
I 2020 besejrede hun tre andre kandidater ved bispevalget i Grønland, og tiltrådte embedet den 1. december 2020. Efter hendes valg kom der beskyldninger om, at hun begik eksamenssnyd i forbindelse med sin bachelorafhandling, men hun og rektor på Grønlands Universitet Gitte Adler Reimer afviste dette. Hun afløste Sofie Petersen, der havde været biskop i de foregående 25 år (1995-2020), og er Grønlands tredje biskop. På grund af COVID-19-pandemien blev hendes officielle bispevielse udsat til 2021, 300-året for Hans Egedes og lutheranismens ankomst til øen. Hun blev bispeviet i oktober med deltagelse af dronning Margrethe 2., 6 danske biskopper, den færøske biskop og en islandsk biskop. Hendes forgænger ordinerede hende, og hun tiltrådte den 1. december 2020.
Hun sagde, at det grønlandske sprog er et vigtigt element i kirken, og at dronning Margrethes interesse for øens åndelige liv er vigtigt for grønlænderne.